# Бабек (село)
Вижте пояснителната страница за други значения на Бабек.
Бабек е село в Южна България. То се намира в община Брезово, област Пловдив.

## География
Село Бабек се намира в подножието на Сърнена Средна гора. Граничи на север със село Свежен, на изток – село Розовец, на юг – село Зелениково, на запад-село Златосел.
Географските и почвено-климатичните условия са благодатни за развитието и отглеждането на маслодайна роза и други етерично-маслени култури.

## История
При избухването на Балканската война в 1912 година Митьо Г. Пиронков от Бабек е доброволец в Македоно-одринското опълчение.

## Религии
Населението е с източноправославна религия. Останали са само възрастни хора. Както във всяко малко или голямо българско селище в обращение са различни легенди за наименованието и възникването на селото. Безспорно верни са две неща:1/ В периметър от 5 до 7 километра селото се местило най-малко 3 пъти – от равнината в планината заради турски набези и обратно на сегашното си място поради стихиен пожар; 2/ Името Бабек няма нищо общо с арабския корен „бабек...“, много разпространен например в Азербайджан. Легендата разказва, че преди векове основателка на селото е една баба дошла по тези места с порасналите си синове и дала името на селото.

## Културни и природни забележителности
Селото има действащо читалище с добре поддържана библиотека.

## Личности
Родени в Бабек
- Митьо Г. Пиронков (1882 – ?), македоно-одрински опълченец, 3 рота на 14 воденска дружина[3]